# Paddy Johnston
C. W. „Paddy“ Johnston (bl. 1920er- und 1930er-Jahre) war ein irischer Motorradrennfahrer.

## Werdegang
Paddy Johnston war ein Jugendfreund von Stanley Woods. Zusammen besuchten die beiden jungen Iren 1921 als Zuschauer die Isle of Man TT und waren sich einig, dass sie imstande wären, dieses schwierige Motorradrennen selbst zu bestreiten. Im folgenden Jahr starteten Johnston auf New Imperial im Lightweight- und Woods auf Cotton im Junior-Rennen. Während Johnston nicht ins Ziel kam, schaffte Woods trotz eines Feuers bei einem Tankstopp den fünften Rang.
Nach einem weiteren Ausfall bei der Lightweight-TT 1923 und einem Sieg in der Klasse bis 250 cm³ Hubraum beim 200-Meilen-Rennen in Brooklands kam Paddy Johnstons erster großer internationaler Erfolg 1924 beim Großen Preis von Belgien in Spa-Francorchamps. Er gewann auf einer Praillet & Antoine mit Blackburne-Einbaumotor das Rennen der Klasse bis 350 cm³.
Zur Saison 1925 wurde Johnston ins Werksteam des Herstellers Cotton aus Gloucester aufgenommen. Sowohl im Lightweight- (hinter Edwin Twemlow auf New Imperial) als auch im Ultra-Lightweight-Rennen (hinter Wal Handley auf Rex-Acme) wurde er Zweiter bei der TT. Im Junior-Lauf fiel er aus. Bei der Isle of Man TT 1926 feierte Paddy Johnston auf Cotton den einzigen TT-Sieg seiner Laufbahn. Er gewann das spannende, über sieben Runden und damit etwa 420 km führende Rennen auf dem Snaefell Mountain Course in knapp viereinhalb Stunden Fahrzeit mit nur ca. 20 Sekunden Vorsprung auf den Italiener Pietro Ghersi (Moto Guzzi), der später wegen einer nicht regelkonformen Zündkerze disqualifiziert wurde.
Johnston erwies sich als vielseitiger Fahrer und war u. a. beim Scottish Six Days Trial auch im Geländesport erfolgreich. Als er 1927 für das berühmte und hochdotierte Pferdehindernisrennen Grand National gemeldet wurde, soll sein Chef Bill Cotton mit den Worten „Man wird dafür bezahlt, sich mit Motorrädern das Genick zu brechen, nicht mit Pferden.“ dem Vorhaben einen Riegel vorgeschoben haben.
Weitere Spitzenergebnisse blieben für Johnston bis zu seinem zweiten Platz auf OK-Supreme hinter Jimmie Guthrie (A.J.S.) bei der Lightweight TT 1930 aus. Im Juni 1931 wurde er auf einer Moto Guzzi im 250-cm³-Rennen um den 12ème Grand Prix de l’UMF in Montlhéry in Frankreich Zweiter hinter Graham Walker (Rudge). Da bei diesem Grand Prix gleichzeitig die Titel der Motorrad-Europameisterschaft 1931 vergeben wurden, wurde er somit Vize-Europameister in dieser Hubraumklasse.
Bei der Isle of Man TT war Johnston von 1931 bis 1936 vom Pech verfolgt. Er trat bei insgesamt neun Läufen an, erreichte aber nur 1931 mit Rang acht im Lightweight-Rennen das Ziel. Danach sind bis zum Zweiten Weltkrieg keine TT-Starts oder nennenswerte Erfolge verzeichnet. Bereits vor Kriegsbeginn hatte er sich durch Stürze zahlreiche Verletzungen zugezogen – unter anderem musste ihm ein Lungenflügel entfernt werden.
Im Jahr 1947 startete Paddy Johnston – mittlerweile im fünften Lebensjahrzehnt angekommen – bei der ersten Nachkriegsauflage der TT und errang auf einer CTS Rang acht im Lightweight-Rennen. Seinen letzten Auftritt bei der mittlerweile zur Motorrad-Weltmeisterschaft zählenden Isle of Man TT hatte Johnston 1951. Er belegte im Ultra-Lightweight-Rennen (bis 125 cm³) auf einer Sun mit Villiers-Zweitaktmotor den 16. Rang und kam damit als letzter Fahrer in die Wertung. Auf den Sieger Cromie McCandless (F.B Mondial), der ziemlich genau eine Stunde für die zwei Runden Renndistanz auf dem Mountain Course benötigte, hatte Johnston im Ziel über 33 Minuten Rückstand. Später erklärte er, er habe gebetet, dass seine Maschine kaputt gehen würde, da er zu Fuß sicher schneller ins Ziel gekommen wäre („I could have got off and walked faster than the gutless heap!“).
Paddy Johnston lebte in Normandy, Surrey und betrieb dort eine Werkstatt, in der er seine Ehefrau Beryl kennenlernte. Das Paar hatte einen Sohn und eine Tochter. In den Kriegsjahren war er in der British Home Guard sowie als Fahrlehrer aktiv und züchtete Schweine, um seine Familie mit Fleisch zu versorgen.

## Statistik

### Isle-of-Man-TT-Siege
| Jahr | Klasse                | Maschine | Durchschnittsgeschwindigkeit |
| ---- | --------------------- | -------- | ---------------------------- |
| 1926 | Lightweight (250 cm³) | Cotton   | 60,204 mph (96,889 km/h)     |

### Weitere Siege
| Jahr | Klasse  | Maschine          | Rennen                   | Strecke           |
| ---- | ------- | ----------------- | ------------------------ | ----------------- |
| 1924 | 350 cm³ | (P.A.-Blackburne) | Großer Preis von Belgien | Spa-Francorchamps |

## Verweise